# United Nations System Staff College
Het United Nations System Staff College (afgekort UNSSC) is een opleidingsinstituut van de Verenigde Naties gericht op personeel van de Verenigde Naties en haar gelieerde organisaties.

## Geschiedenis
Het idee om een entiteit op te richten om de werknemers van de Verenigde Naties op te leiden ging al rond sinds 1969, toen de haalbaarheid van het creëren van een opleidingsinstituut werd onderzocht. In 1971 keurde de Algemene Vergadering in principe de oprichting goed van een nieuw opleidingsinstituut voor medewerkers van de Verenigde Naties. De formele oprichting moest echter wachtten totdat de benodigde financiële middelen werden gevonden.
In 1993 stelde secretaris-generaal Boutros Boutros-Ghali een gezamenlijk team van de Verenigde Naties en de Internationale Arbeidsorganisatie samen om een concreet voorstel voor de oprichting van een opleidingscentrum op te stellen. Het voorstel van het team werd in 1995 aanvaard.
Een UN Staff College Project werd opgericht in 1997 op de ILO Turijn Campus met het organiseren van een workshop. De workshop werd geopend door secretaris-generaal Annan op 12 april 1997. Het onderwerp van de DHA-UNDP Workshop was "Building Bridges between Relief and Development".
Op basis van de ervaring met opleidingsactiviteiten in de daaropvolgende jaren evolueerde in augustus 2000 een onafhankelijk team het plan voor het instituut. Het team kwam met de aanbeveling voor de formele oprichting van het opleidingsinstituut.
Op 20 december 2000 werd door de Algemene Vergadering via Resolutie 55/207 besloten om per 1 januari 2002 het opleidingsinstituut op te richten. Deze resolutie riep op tot "een instelling voor systeembreed kennisbeheer, training en onderwijs voor het personeel van de Verenigde Naties". De resolutie preciseerde ook dat bijzondere aandacht moest worden besteed aan de gebieden economische en sociale ontwikkeling, vrede en veiligheid en het interne beheer van het systeem van de Verenigde Naties.
Op 12 juli 2001 keurde de Algemene Vergadering de statuten van het instituut goed via resolutie 55/278. In de statuten werden onder meer de doelstellingen, de bestuursstructuur, de financiën en de locatie gedefinieerd.

## Mandaat en visie
Het mandaat van de UNSSC is "te dienen als een systeem brede kennismanagement- en leerinstelling, met het oog op het bevorderen van een samenhangende managementcultuur in het hele VN-systeem".
De visie van de UNSSC is "de vaardigheden en kennis te bieden om de waardevolste hulpbron van het VN-systeem te versterken: onze mensen".

## Campussen
Omdat de Verenigde Naties een wereldwijde organisatie is en haar werknemers in de uithoeken van de wereld zijn geplaatst, werkt de UNSSC aan gelijke toegang door programma's op verschillende locaties te hosten. De UNSSC heeft twee fysieke campussen, de eerste in Turijn, Italië, en de tweede in Bonn, Duitsland. Het instituut organiseert ook evenementen op het hoofdkantoor van de Verenigde Naties in New York, op regionaal en nationaal niveau en online via de online campus.
De campus van Turijn, die ook fungeert als het hoofdkantoor van de UNSSC, is de enige residentiële campus van de Verenigde Naties.
De campus van Bonn werd in 2016 geopend en herbergt het kenniscentrum voor duurzame ontwikkeling van de UNSSC. Dit centrum zal een sleutelrol spelen, samen met het Laboratorium voor Organisatieverandering en Kennis van de Verenigde Naties, bij het opbouwen van de technische, bestuurlijke en leiderschapscapaciteiten van het personeel van de Verenigde Naties om de Duurzame Ontwikkelingsdoelstellingen aan te pakken.
De UNSSC organiseert ook online lessen via zijn "UN Knowledge Campus". Deze online campus stelt de UNSSC in staat om alle uithoeken van de wereld te bereiken en biedt toegang tot die medewerkers van de Verenigde Naties die niet over de middelen beschikken om cursussen bij te wonen op een van de twee fysieke campussen.

## Leiding
Het bestuursorgaan van de UNSSC is de raad van bestuur. De raad keurt het algemene werkprogramma goed en behandelt de begroting van de colleges. Leden van de raad treden op als "ambassadeurs" voor het college door zijn werk te promoten op bijeenkomsten tussen agentschappen en in het hele systeem van de Verenigde Naties.
De raad van bestuur bestaat uit de volgende personen (2022):
| Naam              | Land               | Functie                                                                                         | Organisatie |
| ----------------- | ------------------ | ----------------------------------------------------------------------------------------------- | ----------- |
| Anita Bhatia      | India              | Plaatsvervangend uitvoerend bestuurder voor resourcemanagement, duurzaamheid en partnerschappen | UN-WOMEN    |
| Winnie Byani      | Oeganda            | Uitvoerend bestuurder                                                                           | UNAIDS      |
| Natalia Kanem     | Panama             | Uitvoerend bestuurder                                                                           | UNFPA       |
| Catharina Pollard | Guyana             | Ondersecretaris-generaal voor managementstrategie, beleid en compliance                         |             |
| Courtenay Rattray | Jamaica            | Kabinetschef en voorzitter van de raad van bestuur                                              | VN          |
| Raul Thomas       | Trinidad en Tobago | Adjunct-directeur-generaal bedrijfsvoering                                                      | WHO         |
| Haoliang Xu       | China              | Bestuurder, Bureau voor Beleids- en Programmaondersteuning                                      | UNDP        |

Ambtshalve leden
| Naam           | Land      | Functie                                              | Organisatie      |
| -------------- | --------- | ---------------------------------------------------- | ---------------- |
| Jafar Javan    | Iran      | Directeur                                            | UNSSC            |
| Nikhil Seth    | India     | Uitvoerend directeur                                 | UNITAR           |
| Simona Petrova | Bulgarije | Directeur en secretaris Chief Executives Board (CEB) | Verenigde Naties |